# Märkische Heide
Märkische Heide (dolnołuż. Markojska Góla) – gmina w Niemczech w kraju związkowym Brandenburgia, w powiecie Dahme-Spreewald. W 2008 r. liczyła 4 464 mieszkańców.